# سلاسل من حرير (فلم)
سلاسل من حرير فيلم مصري تم إنتاجه عام 1963، من إخراج هنري بركات و بطولة محرم فؤاد و مديحة يسري و عماد حمدي و زيزي البدراوي.

## فريق العمل

### تمثيل
- محرم فؤاد
- مديحة يسري
- عماد حمدي
- زيزي البدراوي
- عبد المنعم إبراهيم
- زوزو ماضي
- أحمد الحداد
- عبد الخالق صالح
- زهير صبري

### الفريق الفني
إخراج: هنري بركات

تأليف:
- يوسف عيسى (قصة وسيناريو)
- فتحي أبو الفضل (حوار)

إنتاج: حلمي رفلة

## أغاني الفيلم
- تعرف لما باقابلك
- يا واحشني رد علي
- قربي مني عيونك

## روابط خارجية
- مقالات تستعمل روابط فنية بلا صلة مع ويكي بيانات